# ۱۲۶۷ (خورشیدی)
سال ۱۲۶۷هجری خورشیدی، سالی کبیسه است.

## رویدادها
- ۵ شهریور - انفجار آتشفشان کراکاتوآ

## زادروزها
- سید ضیاءالدین طباطبایی روزنامه نگار ونخست وزیر ایران در دوران قاجاریه.
- انوشیروان سپهبدی : سیاستمدار و دیپلمات ایرانی.
- نظام وفا : شاعر ایرانی و استاد نیما یوشیج .
- اردیبهشت  - آیت‌الله‌ سید محمدتقی خوانساری